# Sịa
Sịa (Còn gọi là Quảng Sịa) là thị trấn huyện lỵ của huyện Quảng Điền, thành phố Huế, Việt Nam.

## Địa lý
Thị trấn Sịa có vị trí địa lý:
- Phía đông giáp xã Quảng Phước
- Phía tây giáp xã Quảng Vinh
- Phía nam giáp xã Quảng Vinh và xã Quảng Thọ.
- Phía bắc giáp xã Quảng Lợi và phá Tam Giang.

## Lịch sử
Ngày 17 tháng 3 năm 1997, thành lập thị trấn Sịa, thị trấn huyện lỵ huyện Quảng Điền trên cơ sở 1.118,4 ha diện tích tự nhiên và 8.610 người của xã Quảng Phước.

## Hành chính
Thị trấn Sịa được chia thành 10 tổ dân phố:
1. An Gia
2. Uất Mậu
3. Khuông Phò
4. Thủ Lễ
5. Giang Đông
6. Thạch Bình
7. Tráng Lực
8. Văn Căn
9. Lương Cổ
10. Vĩnh Hoà